# Conus inconstans
Conus inconstans é uma espécie de gastrópode do gênero Conus, pertencente à família Conidae.